# Pilea sevillensis
Pilea sevillensis är en nässelväxtart som beskrevs av Nathaniel Lord Britton. Pilea sevillensis ingår i släktet pileor, och familjen nässelväxter. Inga underarter finns listade i Catalogue of Life.